# Учебне
Уче́бне (до 1945 року — Юкари-Топлу, Верхній Топлу, крим. Yuqarı Toplu, рос. Учебное) — село в Україні, у Білогірському районі Автономної Республіки Крим. Підпорядковане Земляничненській сільській раді.
Свято-Параскевський Топловський жіночий монастир.